# Шутей, Мирослав
Мирослав Шутей (хорв. Miroslav Šutej; 29 апреля 1936, Дуга-Реса, Карловачка — 13 мая 2005, Крапинске-Топлице, Крапинско-Загорская жупания) — хорватский художник и график.

## Биография
Мирослав Шутей родился 29 апреля 1936 года в городе Дуга-Реса. В молодом возрасте поступил в Академию изящных искусств в Загребе, где начал изучать живопись в классе художника-графика Марияна Детони. После получения диплома в 1961 году, он два года проработал в мастерской Крсто Хегедушича, где написал свои первые картины в стиле оп-арта.
В 1962 году Шутей организовал первую персональную выставку, на которой представил около тридцати рисунков в стиле оп-арт. Из-за обилия среди её экспонатов работ, раздражающих глаза своей контрастностью и необычными фигурами, Шутей присвоил выставке название «Бомбардировка зрительного нерва» (хорв. Bombardiranje očnog živca). Для своей следующей выставки «Определённые количества» (хорв. Odredene količine), прошедшей тремя годами позже, Шутей написал ещё несколько изобилующих оптическими эффектами картин. Несмотря на то, что в этот раз работы были выполнены исключительно в чёрно-белых тонах, они по-прежнему были достаточно контрастными, что достигалось за счёт всё тех же оптических иллюзий и нововведения в виде наличия на полотне чётко выраженных геометрических фигур.
В конце 1960-х годов Шутей обратил своё внимание на появившееся в начале века направление кинетического искусства и создал несколько небольших ярко-окрашенных подвижных скульптур из дерева. Спустя пару лет Шутей решил объединить живопись с кинетикой и создал в новой для себя технике несколько рисунков и гравюр, состоящих из двух частей — статичной и подвижной, что позволяло создавать множество комбинаций в рамках одной и той же работы.
С 1978 года и до своей смерти в 2005 году он преподавал в своей альма-матер.
В 1997 году Шутей стал постоянным членом Хорватской академии наук и искусств.
Шутей был дизайнером современного хорватского герба, а также банкнот хорватской куны и дизайна формы национальной сборной Хорватии по футболу. Он также разработал постер для первого исторического товарищеского матча хорватской национальной футбольной сборной с момента обретения независимости против сборной США.